# Jordan Belchos
Jordan Belchos (22 juni 1989, Scarborough) is een voormalig Canadees langebaanschaatser. Hij was met name goed op de lange afstanden, de 5000 en 10.000 meter, en op de massastart.

## Carrière

### Junioren
Jordan Belchos werd dertiende in het allroundtoernooi op de wereldkampioenschappen schaatsen junioren 2007, de 41e plaats op de 500 meter en de 26e plaats op de 1500 meter compenseerde hij met een vierde plaats op de 3000 meter en een vijfde plaats op de 5000 meter. Een soortgelijk patroon was te zien een jaar later op de wereldkampioenschappen schaatsen junioren 2008, nu werd hij achtste in het allroundklassement, opnieuw te danken aan sterke klasseringen op de 3000 en 5000 meter.

### Senioren
Na enkele jaren met name in de B-groep van de wereldbeker te hebben gereden kwam Jordan Belchos in 2012 wat meer naar boven drijven. Hij werd vijfde op de continentale kampioenschappen schaatsen 2012 (Noord-Amerika & Oceanië) en twintigste op de wereldkampioenschappen schaatsen allround 2012. Later dat jaar werd hij ook nog 13e op zowel de 5000 als de 10000 meter bij de wereldkampioenschappen schaatsen afstanden 2012.
In het seizoen 2012/2013 boekte hij vooral goede resultaten in de wereldbeker schaatsen 2012/2013 - Massastart mannen. Hij werd een keer vierde en een keer vijfde en eindigde als derde in het eindklassement. Op de WK afstanden werd hij 17e op de 5000 meter en 11e op de 10.000 meter.

## Persoonlijke records
| Afstand      | Tijd     | Datum            | Baan           |
| ------------ | -------- | ---------------- | -------------- |
| 500 meter    | 37,46    | 6 januari 2013   | Calgary        |
| 1000 meter   | 1.12,22  | 29 december 2012 | Calgary        |
| 1500 meter   | 1.46,69  | 3 maart 2019     | Calgary        |
| 3000 meter   | 3.41,92  | 13 oktober 2018  | Calgary        |
| 5000 meter   | 6.12,07  | 13 februari 2020 | Salt Lake City |
| 10.000 meter | 12.50,31 | 16 maart 2019    | Calgary        |

## Resultaten
| Jaar | WK Allround             | WK Afstanden                                           | Olympische Spelen               | WK Junioren                             |
| ---- | ----------------------- | ------------------------------------------------------ | ------------------------------- | --------------------------------------- |
| 2007 |                         |                                                        |                                 | 13e (41e, 4e, 16e, 5e) 4e achtervolging |
| 2008 |                         |                                                        |                                 | 8e (34e, 4e, 13e, 4e) 5e achtervolging  |
|      |                         |                                                        |                                 |                                         |
| 2012 | NC20 (23e, 19e, 20e, -) | 13e 5000m 13e 10000m                                   |                                 |                                         |
| 2013 |                         | 17e 5000m 11e 10000m 7e achtervolging                  |                                 |                                         |
| 2014 | NC22 (22e, 19e, 23e, -) |                                                        |                                 |                                         |
| 2015 |                         | 11e 10000m · achtervolging                             |                                 |                                         |
| 2016 |                         | 11e 5000m · 5e 10000m · 10e massastart · achtervolging |                                 |                                         |
| 2017 |                         | 8e 5000m 6e 10000m 19e massastart 4e achtervolging     |                                 |                                         |
| 2018 |                         |                                                        | 5e 10000m 7e achtervolging      |                                         |
| 2019 | NC17 (21e, 8e, 16e, -)  | 9e 5000m 5e achtervolging                              |                                 |                                         |
| 2020 | 8e · (23e, , 13e, 6e)   | 5e 5000m · massastart · 4e achtervolging               |                                 |                                         |
| 2021 |                         | 10e 5000m · 8e 10000m · 4e massastart · achtervolging  |                                 |                                         |
| 2022 | NC17 (20e, 13e, 17e, -) |                                                        | 13e massastart 5e achtervolging |                                         |
| 2023 |                         | 17e 5000m                                              |                                 |                                         |
| 2024 |                         | 20e 5000m                                              |                                 |                                         |

## Privé
Jordan Belchos heeft een relatie met de Canadese schaatsster Valérie Maltais.